# موج بزرگ (آلبوم)
موج بزرگ (به انگلیسی: Breaker) عنوان سومین آلبوم استودیویی گروه هوی متال آلمانی اکسپت است که در مارس ۱۹۸۱ منتشر شد. این آلبوم توسط شرکت نشر برین رکوردز در آلمان و پسپورت رکوردز در آمریکا منتشر گشت. در این آلبوم نیز پیتر بالتس به ایفای نقش خوانندگی در دو قطعه «تجزیه مجدد» و «بزرگراه‌های نیمه شب» پرداخته است.
درک‌اشنایدر، خواننده گروه، معتقد است که این آلبوم بهترین آلبوم گروه است و آغازی برای شهرت اکسپت بوده است.

## فهرست آهنگ‌ها
آهنگسازی ترانه‌ها توسط اعضای گروه اکسپت انجام شده است.
| شماره | نام آهنگ              | مدت  |
| ----- | --------------------- | ---- |
| ۱     | «نور ستاره»           | ۳:۵۲ |
| ۲     | «موج بزرگ»            | ۳:۳۵ |
| ۳     | «فرارکن اگر می‌توانی»  | ۴:۴۹ |
| ۴     | «شب دوام نخواهی آورد» | ۵:۲۳ |
| ۵     | «حرام‌زاده»            | ۳:۵۲ |
| ۶     | «سوختن»               | ۵:۱۴ |
| ۷     | «احساسات»             | ۴:۴۸ |
| ۸     | «بزرگراه‌های نیمه شب»  | ۳:۵۸ |
| ۹     | «تجزیه مجدد»          | ۴:۳۷ |
| ۱۰    | «پست و فرومایه»       | ۳:۴۴ |

## اعضای گروه
- یودی‌او درک‌اشنایدر - خواننده
- ولف هافمن - گیتار
- یورگ فیشر - گیتار
- پیتر بالتس - گیتر بیس
- اشتفان کافمن - درامز